# Boogschieten op de Olympische Zomerspelen 2020 (kwalificatie)
Deze pagina beschrijft de kwalificatie voor het boogschiettoernooi op de Olympische Zomerspelen 2020.
Er is een individuele competitie en een 3-persoons teamcompetitie. Mannen en vrouwen zullen hetzelfde doel en dezelfde afstand tot het doel hebben, namelijk 70 meter van het doel dat 1.22 m groot is. Voor het eerst wordt er gestreden in een gemengd team van 1 man en 1 vrouw om de medailles.

## Kwalificatie
Voor zowel de mannen als de vrouwen zijn er in totaal 64 quotaplaatsen te verdienen. Elk Nationaal Olympisch Comité (NOC) mag maximaal drie atleten per geslacht afvaardigen, mits het land zich voor de teamwedstrijd gekwalificeerd heeft. Anders geldt er een maximum van één atleet per geslacht. Een quotaplaats wordt toegekend aan het NOC en niet aan de atleet. De kwalificatie voor mannen en vrouwen is gelijk. Gastland Japan is verzekerd van drie plekken en 59 plaatsen zijn open voor kwalificatie. Daarnaast kent de olympische tripartitecommissie twee plaatsen toe.
Aan de reguliere teamwedstrijd doen per geslacht naast gastland Japan elf landen mee waardoor er in totaal 33 quotaplaatsen te behalen zijn. De acht hoogst geklasseerde landen bij de wereldkampioenschappen van 2019 verdienen elk drie quotaplaatsen. De resterende negen quotaplaatsen voor de teamwedstrijd worden vergeven aan de drie NOC's die het hoogst eindigen bij het afsluitende olympisch kwalificatietoernooi in 2021. Bij de vijf continentale spelen verdienen de hoogst geëindigde NOC's bij de gemengde teamwedstrijd een quotaplaats voor beide geslachten. Daarnaast zijn er in totaal 21 individuele plaatsen te behalen middels de wereldkampioenschappen (4), de continentale spelen en kwalificatietoernooien (16) en het afsluitende olympisch kwalificatietoernooi (1).

### Mannen
| Toernooi                                      | Datum                 | Locatie             | Plaatsen | Gekwalificeerd |
| Team                                          | Team                  | Team                | Team     | Team |
| --------------------------------------------- | --------------------- | ------------------- | -------- | --- |
| Gastland                                      | –                     | –                   | 3        | Japan (3) |
| Wereldkampioenschappen 2019                   | 10 – 16 juni 2019     | 's-Hertogenbosch    | 24       | Australië (3) China (3) Groot-Brittannië (3) India (3) Kazachstan (3) Zuid-Korea (3) Nederland (3) Chinees Taipei (3) |
| Internationaal olympisch kwalificatietoernooi | 18 – 21 juni 2021     | Parijs              | 9        | Verenigde Staten (3) Indonesië (3) Frankrijk (3)                                                                      |
| Gemengd team                                  |                       |                     |          | |
| Aziatische Spelen 2018                        | 21 – 28 augustus 2018 | Jakarta / Palembang | 1        | Noord-Korea |
| Europese Spelen 2019                          | 21 – 27 juni 2019     | Minsk               | 1        | |
| Pacifische Spelen 2019                        | 8 – 12 juli 2019      | Apia                | 1        | Nieuw-Zeeland |
| Pan-Amerikaanse Spelen 2019                   | 7 – 11 augustus 2019  | Lima                | 1        | |
| Afrikaanse Spelen 2019                        | 27 – 30 augustus 2019 | Salé                | 1        | Egypte |
| Individueel                                   |                       |                     |          | |
| Wereldkampioenschappen 2019                   | 10 – 16 juni 2019     | 's-Hertogenbosch    | 43       | Bangladesh Italië Maleisië Verenigde Staten                                                                           |
| Aziatische Spelen 2018                        | 21 – 28 augustus 2018 | Jakarta / Palembang | 1        | Indonesië |
| Europese Spelen 2019                          | 21 – 27 juni 2019     | Minsk               | 1        | Spanje |
| Pan-Amerikaanse Spelen 2019                   | 7 – 11 augustus 2019  | Lima                | 2        | Brazilië Canada |
| Afrikaans olympisch kwalificatietoernooi      | 27 – 30 augustus 2019 | Salé                | 21       | Tsjaad Tunesië |
| Amerikaans olympisch kwalificatietoernooi     | 20 – 26 april 2020    | Mexico              | 3        | Colombia Chili Mexico                                                                                                 |
| Aziatisch olympisch kwalificatietoernooi      | 22 – 28 november 2019 | Bangkok             | 3        | Iran Mongolië Vietnam                                                                                                 |
| Europees olympisch kwalificatietoernooi       | 20 – 26 mei 2020      | Antalya             | 43       | Frankrijk Turkije Slovenië Duitsland                                                                                  |
| Oceanisch olympisch kwalificatietoernooi      | 5 – 6 april 2020      | Suva                | 1        | Fiji |
| Internationaal olympisch kwalificatietoernooi | 18 – 21 juni 2021     | Parijs              | 7        | Finland Hongarije Israël Moldavië Polen Russische ploeg Oekraïne                                                      |
| Uitnodiging olympische tripartitecommissie    | –                     | –                   | 2        | Malawi Amerikaanse Maagdeneilanden                                                                                    |
| Uitnodiging op basis van wereldranking        | –                     | –                   | 2        | België Luxemburg |
| Totaal                                        |                       |                     | 64       | |

### Vrouwen
| Toernooi                                      | Datum                 | Locatie             | Plaatsen | Gekwalificeerd |
| Team                                          | Team                  | Team                | Team     | Team |
| --------------------------------------------- | --------------------- | ------------------- | -------- | --- |
| Gastland                                      | –                     | –                   | 3        | Japan (3) |
| Wereldkampioenschappen 2019                   | 10 – 16 juni 2019     | 's-Hertogenbosch    | 24       | Wit-Rusland (3) China (3) Groot-Brittannië (3) Duitsland (3) Zuid-Korea (3) Russische ploeg (3) Chinees Taipei (3) Oekraïne (3) |
| Internationaal olympisch kwalificatietoernooi | 18 – 21 juni 2021     | Parijs              | 9        | Mexico (3) Verenigde Staten (3) Italië (3)                                                                                      |
| Gemengd team                                  |                       |                     |          | |
| Aziatische Spelen 2018                        | 21 – 28 augustus 2018 | Jakarta / Palembang | 1        | Noord-Korea |
| Europese Spelen 2019                          | 21 – 27 juni 2019     | Minsk               | 1        | Italië |
| Pacifische Spelen 2019                        | 8 – 12 juli 2019      | Apia                | 1        | Nieuw-Zeeland |
| Pan-Amerikaanse Spelen 2019                   | 7 – 11 augustus 2019  | Lima                | 1        | Verenigde Staten |
| Afrikaanse Spelen 2019                        | 27 – 30 augustus 2019 | Salé                | 1        | Egypte |
| Individueel                                   |                       |                     |          | |
| Wereldkampioenschappen 2019                   | 10 – 16 juni 2019     | 's-Hertogenbosch    | 3        | Denemarken Mexico Moldavië Zweden                                                                                               |
| Aziatische Spelen 2018                        | 21 – 28 augustus 2018 | Jakarta / Palembang | 1        | Indonesië |
| Europese Spelen 2019                          | 21 – 27 juni 2019     | Minsk               | 1        | Nederland |
| Pan-Amerikaanse Spelen 2019                   | 7 – 11 augustus 2019  | Lima                | 1        | Colombia |
| Afrikaans olympisch kwalificatietoernooi      | 27 – 30 augustus 2019 | Salé                | 1        | Ivoorkust Tunesië |
| Amerikaans olympisch kwalificatietoernooi     | 20 – 26 april 2020    | Mexico              | 3        | Brazilië Canada Ecuador |
| Aziatisch olympisch kwalificatietoernooi      | 22 – 28 november 2019 | Bangkok             | 3        | Bhutan India Vietnam |
| Europees olympisch kwalificatietoernooi       | 20 – 26 mei 2020      | Antalya             | 4        | Spanje Frankrijk Slowakije Turkije                                                                                              |
| Oceanisch olympisch kwalificatietoernooi      | 5 – 6 april 2020      | Suva                | 1        | Australië |
| Internationaal olympisch kwalificatietoernooi | 18 – 21 juni 2021     | Parijs              | 5        | Griekenland Roemenië Polen Tsjechië Mongolië                                                                                    |
| Uitnodiging olympische tripartitecommissie    | –                     | –                   | 2        | Bangladesh Tsjaad |
| Uitnodiging op basis van wereldranking        | –                     | –                   | 2        | Estland Maleisië |
| Totaal                                        |                       |                     | 64       | |